# Woodcroft Castle

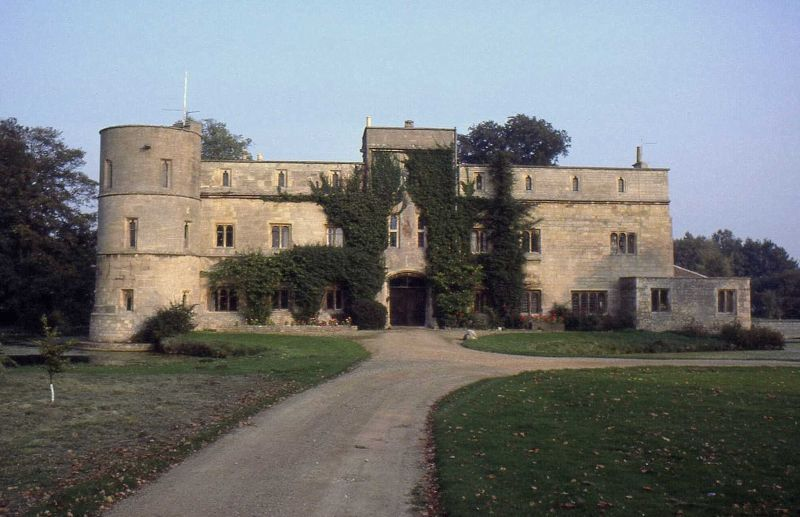
Woodcroft Castle

Woodcroft Castle ist eine Burg in der Gemeinde Etton in der englischen Grafschaft Cambridgeshire.

## Geschichte
Woodcroft Castle wurde Ende des 13. Jahrhunderts in der Nähe der Stadt Peterborough in Cambridgeshire errichtet. Es ist nach der Familie Woodcroft benannt, die das Anwesen in dieser Zeit besaß. Von dieser mittelalterlichen Burg sind heute noch die Eingangsfassade, ein Rundturm und das Torhaus erhalten. Man ist sich nicht darüber einig, ob die ursprüngliche Burg eine eduardische Vierseitkonstruktion war, die seither größtenteils verschwand, oder ob sie niemals fertiggestellt worden ist. Bei einem späteren Umbau im Tudorstil wurden diese mittelalterlichen Elemente integriert.
Woodcroft Castle wurde im englischen Bürgerkrieg von den Royalisten gehalten und dann 1648 von den Parlamentaristen erfolgreich angegriffen und eingenommen.

## Heute
Heute ist die Burg ein historisches Gebäude II. Grades.